# Tellak

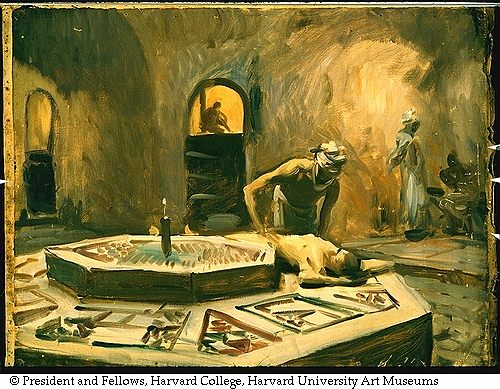
Een schilderij van John Singer toont een tellak die een bader masseert

Een tellak is iemand van het badpersoneel in een hamam, die het baden van de bezoekers begeleidt. De meeste tellaks zijn jonge mannen. Bij een vrouwelijke tellak spreekt men van een natir. De tellak draagt meestal nalin (houten schoeisel) en een pestemal om zijn middel, bij natirs onder de oksels.
De taken van een tellak zijn onder andere:
- De bader overgieten met warm en koud water
- De bader geheel inzepen met sabon beldi (zachte olijfzeep)
- De bader scrubben met een kese (ruw washandje)
- Na het scrubben de bader afspoelen met water
- Hierna de bader door middel van een schuimzak bedekken met schuim en daarna daarmee masseren[2]
- Het haar en bovenlichaam van de bader wassen met shampoo[3]
- De bader afspoelen met warm en koud water
- Ten slotte de bader met olie insmeren en masseren[4]